# 岩谷滋雄
岩谷 滋雄（いわたに しげお、1950年（昭和25年）9月8日 - ）は日本の外交官、国際公務員。駐オーストリア特命全権大使などを経て、第2代三国協力事務局長。

## 人物
高知県出身。1969年愛光高等学校卒業、1973年一橋大学法学部卒業、同年外務省入省。
英語研修（米国）、国連政府代表部一等書記官、在インドネシア大使館一等書記官、経済協力局政策課企画官を経て、1991年外務省国際連合局科学課長、1993年在ドイツ日本国大使館参事官、1996年在中国公使（文化担当）、1998年法務省入国管理局政策課長、1999年法務省仙台入国管理局長、2001年外務省領事移住部審議官、2002年内閣府遺棄化学兵器処理担当室長、2004年在ドイツ公使、2005年ホノルル総領事。2007年8月からケニア国駐箚特命全権大使（ブルンジ国エリトリア国セーシェル国ルワンダ国兼轄）。2010年8月からオーストリア国駐箚特命全権大使。同年10月より兼駐コソボ、マケドニア大使。2013年9月から第2代三国協力事務局長。2016年からリンガハウス教育研究所理事長。外務省記録審査員や、日墺協会理事等も務めた。

## 業績
- 内閣府遺棄化学兵器処理担当室長時代にはハルバ嶺遺棄化学兵器を廃棄処理する事業等を進めた。
- ホノルル総領事時代の2006年には総領事館内で発足したビジット・ジャパン・キャンペーンホノルル推進会会長も務め、国土交通省などとも連携し、日本とハワイの間の観光交流を推し進めた。
- ケニア大使時代の2008年にエチオピアで世界の医療団所属医師である日本人女性が武装集団に誘拐された際には、現地対策本部長を務め、解放された女性医師と面会したあとナイロビで記者会見を開き「『日本食が恋しい』と話していた。元気そうだった。」などと説明した[5]。2009年には「もったいない」キャンペーンを推進していたケニアの環境保護活動家ワンガリ・マータイに対し、旭日大綬章を伝達した。また兼轄するブルンジ共和国との間で、2010年にオーギュスタン・ンサンゼ外務・国際協力大臣と、5億4000万円の環境プログラム無償資金協力「太陽光を活用したクリーンエネルギー導入計画」に関する書簡の交換をブジュンブラで行った。

## 同期入省
- 河野雅治（11年駐伊大使・09年駐露大使・07年外務審議官・05年総合外交政策局長）
- 塩尻孝二郎（11年EU大使・08年駐インドネシア大使・05年外務省大臣官房長）
- 天野万利（07年OECD事務次長）
- 塩崎修（08年駐ホンジュラス大使）
- 坂場三男（08年駐ベトナム大使・06年外務報道官・中南米局長）
- 伊藤哲雄（09年駐ハンガリー大使・05年駐カザフスタン大使）
- 加来至誠（11年駐ホンジュラス大使、07年駐エルサルバドル大使）
- 杉本信行（01年上海総領事）
- 鈴木一泉（10年駐コロンビア大使）
- 中村滋（06年駐サウジアラビア大使・04国際情報統括官）
- 鹿取克章（06年駐イスラエル大使・05年外務報道官・04領事局長）
- 黒田義久（10年駐ウズベキスタン大使）
- 並木芳治（10年駐コスタリカ大使）
- 塩口哲朗（11年駐ベネズエラ大使・08年駐ヨルダン大使・06年国際協力銀行理事・04年駐コートジボワール大使）
- 水野達夫（07年駐ネパール大使）
- 堀江正彦（07年駐マレーシア大使・04年駐カタール大使）
- 神谷武（11年駐パラグアイ大使・08年駐アルジェリア大使）
- 岡田眞樹（11年駐タンザニア大使・09年農畜産業振興機構理事）
- 小林正雄（11年駐ガボン大使・10年官房調査官）
- 川原英一（13年駐グアテマラ大使）
- 佐藤博史（12年駐キューバ大使）
- 吉田潤（13年駐モーリタニア大使）

## 著作
- 「海洋法会議第6会期」季刊海洋時報、1977年9月(第6号).